# Dobrigno
Dobrigno (in croato Dobrinj; in tedesco Dobrauen; in italiano anche Feliciano) è un comune di 1 970 abitanti dell'isola di Veglia nella regione litoraneo-montana in Croazia.

Luogo di interesse nel comune di Dobrigno è rappresentato dalla grotta di Biserujka.

## Storia
Fino al 1918 fece parte del Litorale austriaco. Dopo il trattato di Rapallo venne ceduto al Regno dei Serbi, Croati e Sloveni assieme a tutta l'isola di Veglia.

## Società

### La presenza autoctona di italiani
È presente una piccola comunità di italiani autoctoni che rappresentano una minoranza residuale di quelle popolazioni italofone che abitarono per secoli la penisola dell'Istria e le coste e le isole del Quarnaro e della Dalmazia, territori che appartennero alla Repubblica di Venezia. La presenza degli italiani a Dobrigno è drasticamente diminuita in seguito agli esodi che hanno seguito la prima e la seconda guerra mondiale.
Nel 1900 la cittadina aveva una minoranza italofona. Dopo la prima guerra mondiale e l'annessione al Regno di Jugoslavia, una parte della comunità italiana emigrò, altri poterono optare per la cittadinanza italiana, rimandendovi. Dopo la seconda guerra mondiale quasi tutta la comunità italiana scelse la via dell'esodo. Dal censimento del 2011 risulta una larghissima maggioranza di madrelingua croata col 93,98%. È presente inoltre una piccola minoranza italiana, lo 0,24% della popolazione del comune che fa riferimento alla Comunità degli Italiani di Veglia con sede nella città di Veglia.

### Lingue e dialetti
| %      | Ripartizione linguistica (gruppi principali) |
| ------ | -------------------------------------------- |
| 2,69%  | madrelingua bosniaca                         |
| 0,63%  | madrelingua tedesca                          |
| 93,98% | madrelingua croata                           |
| 0,24%  | madrelingua italiana                         |
| 0,38%  | madrelingua slovena                          |
| 0,43%  | madrelingua albanese                         |
| 0,82%  | madrelingua serba                            |

## Geografia antropica

### Località
Il comune di Dobrigno è diviso in 20 insediamenti (naselja) di seguito elencati. Tra parentesi il nome in lingua italiana, spesso desueto.
- Čižići (Cisicchie)
- Dobrinj (Dobrigno), sede comunale
- Dolovo (Dolovo)
- Gabonjin (Gabogno o Gabaìn)
- Gostinjac (Gostignazzo)
- Hlapa (Clapa)
- Klanice (Clanizze)
- Klimno (Climino[7] o Clina)
- Kras (Crasse)
- Polje (Poglie o Campis)
- Rasopasno (Rasopasno o Santa Maria di Veglia)
- Rudine (Rùdina o La Biserica)
- Soline (Saline[7], Solini o Salina di Veglia)
- Sužan (Susana)
- Sveti Ivan Dobrinjski (San Giovanni di Dobrigno[8])
- Sveti Vid Dobrinjski (San Vito di Dobrigno)
- Šilo (Sillo[9])
- Tribulje (Tribuglie)
- Žestilac (Sestilaz)
- Županje (Zuppagne)